# Ngày Gà rán Quốc gia

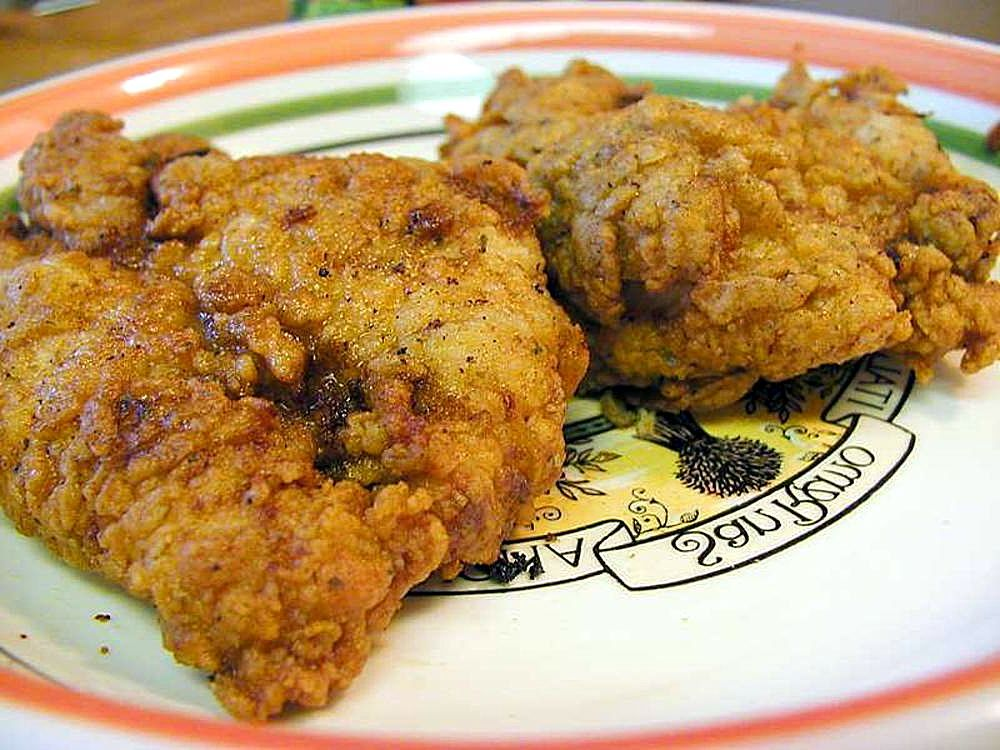
Gà rán

Ngày Gà rán Quốc gia được tổ chức hàng năm ở Hoa Kỳ vào ngày 6 tháng 7. Không thể biết chính xác được nguồn gốc của ngày này.. Trong ngày này, gà rán được chế biến theo nhiều cách khác nhau rồi sau đó thưởng thức.. Một số chuỗi nhà hàng gà rán như Church's Chicken và KFC, cùng với các chuỗi nhà hàng khác như Grandy's thường cung cấp các chương trình khuyến mãi vào Ngày Gà rán Quốc gia.

## Ngoài Hoa Kỳ
Vào năm 2018, các hoạt động của KFC tại Úc đã mang đến cơ hội được ăn gà rán miễn phí trong suốt một năm. Cuộc thi được bắt đầu bằng cách đăng các bài đăng trên mạng xã hội, nêu lý do tại sao người dự thi xứng đáng nhận được giải thưởng. Bài dự thi chiến thắng là của một cô gái 19 tuổi cùng với bạn của cô ấy, khi họ xăm logo của công ty KFC lên bàn chân của mình. Theo truyền thống, ngày này được tổ chức vào ngày 7 tháng 7 ở Úc dựa trên múi giờ gốc.